# Листовёртка плоская липовая
Листовёртка плоская липовая (лат. Acleris aurichalcana) — вид бабочек из семейства листовёрток. Распространён в Амурской области, на юге Хабаровского края, в Приморском крае, в Японии (Хоккайдо, Хонсю, Сикоку), на Корейском полуострове и в Китае. Обитают в липовых и других лесах с присутствием в них лип, в парках и дендрариях. 
На юге Приморского края часть популяции впадает в летнюю диапаузу в стадии пронимфы или куколки. Гусеницы встречаются с мая по июнь в трубчатых сигаровидных свёртках листьев на верхушках побегов восточноазиатских видов липы — липе амурской, липе маньчжурской, липе японской. Докармливаться могут на различных видах боярышника, вишне сахалинской, вишне максимовича, леспедеции двухцветной и других кустарниках. Надгрызая черешки листьев, гусеницы способны уничтожать больше листьев, чем им необходимо для питания. Бабочек можно наблюдать с июля по начало сентября. Размах крыльев 22—25 мм.